# François Forster

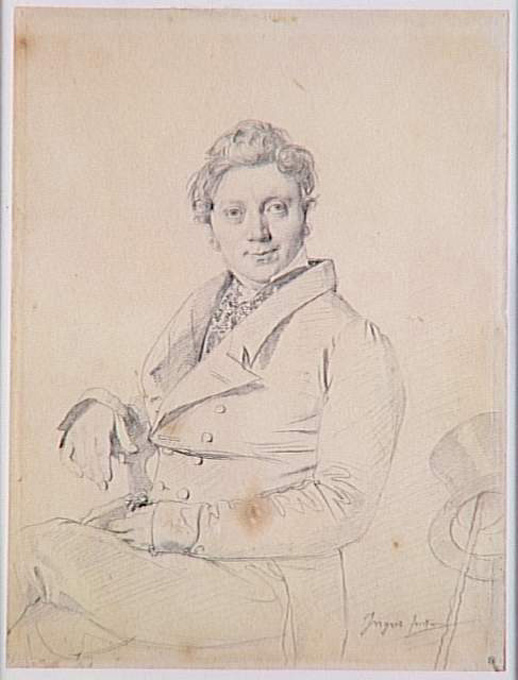
François Forster: Porträt von Ingres

François Forster (* 22. August 1790 in Le Locle; † 25. Juni 1872 in Paris, heimatberechtigt in Kirchberg SG und ab 1818 in Neuenburg) war ein schweizerisch-französischer Kupferstecher.

## Beruf und Werk
Forster lernte Graveur und wurde dabei zum Gravieren von Uhrenschalen ausgebildet. Er ging 1805 nach Frankreich an die École des Beaux-Arts in Paris. Hier wurde er Schüler von Pierre Gabriel Langlois. 1809 und 1814 wurde er mit Preisen ausgezeichnet und erhielt ein französisches Staatsstipendium vom für einen Studienaufenthalt in Rom für die Zeit von 1815 bis 1817.
Als Neuenburg 1814 wieder preußisch wurde, beließ ihm der preußische König Friedrich Wilhelm III. großzügig das gewährte Stipendium. Ab 1818 wirkte er wieder in Paris.
Sein Lebenswerk als Kupferstecher ist umfangreich. Zahlreiche Fürstenportraits und Bearbeitungen antiker Skulpturen als Kupferstiche bestimmten sein Schaffen. Außerdem stach er auch zahlreiche Gemälde berühmter klassischer französischer und italienischer Meister, aber auch Werke zeitgenössischer Kunst in Kupfer. Als sein Hauptwerk gilt das Blatt Vierge au bas relief. 1828 wurde er französischer Staatsbürger.

## Ehrungen und Auszeichnungen
1838 wurde er Ritter und 1863 Offizier der französischen Ehrenlegion. Forster war Mitglied und seit 1854 Präsident der Académie des Beaux-Arts in Paris sowie Mitglied der Académie royale des Sciences, des Lettres et des Beaux-Arts de Belgique. Am 31. Mai 1857 wurde er in den preußischen Orden Pour le Mérite für Wissenschaft und Künste als ausländisches Mitglied aufgenommen.